# 치키물라주

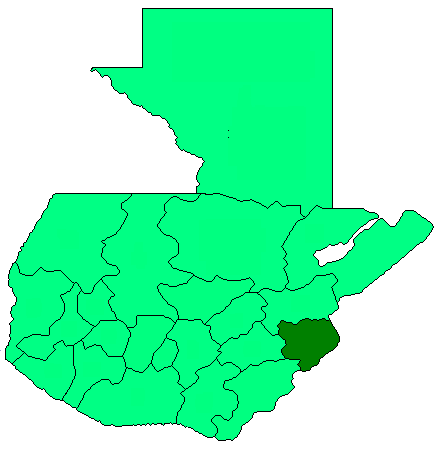
치키물라 주의 위치

치키물라주(스페인어: Departamento de Chiquimula)는 과테말라 동부에 위치한 주로 주도는 치키물라이며 면적은 2,376km2, 인구는 302,485명(2002년 기준)이다.
북쪽으로는 사카파 주, 남쪽으로는 엘살바도르와 후티아파 주, 동쪽으로는 온두라스, 서쪽으로는 할라파 주, 사카파 주와 접한다. 11개 지방 자치체를 관할한다.